# Союз поляков Беларуси

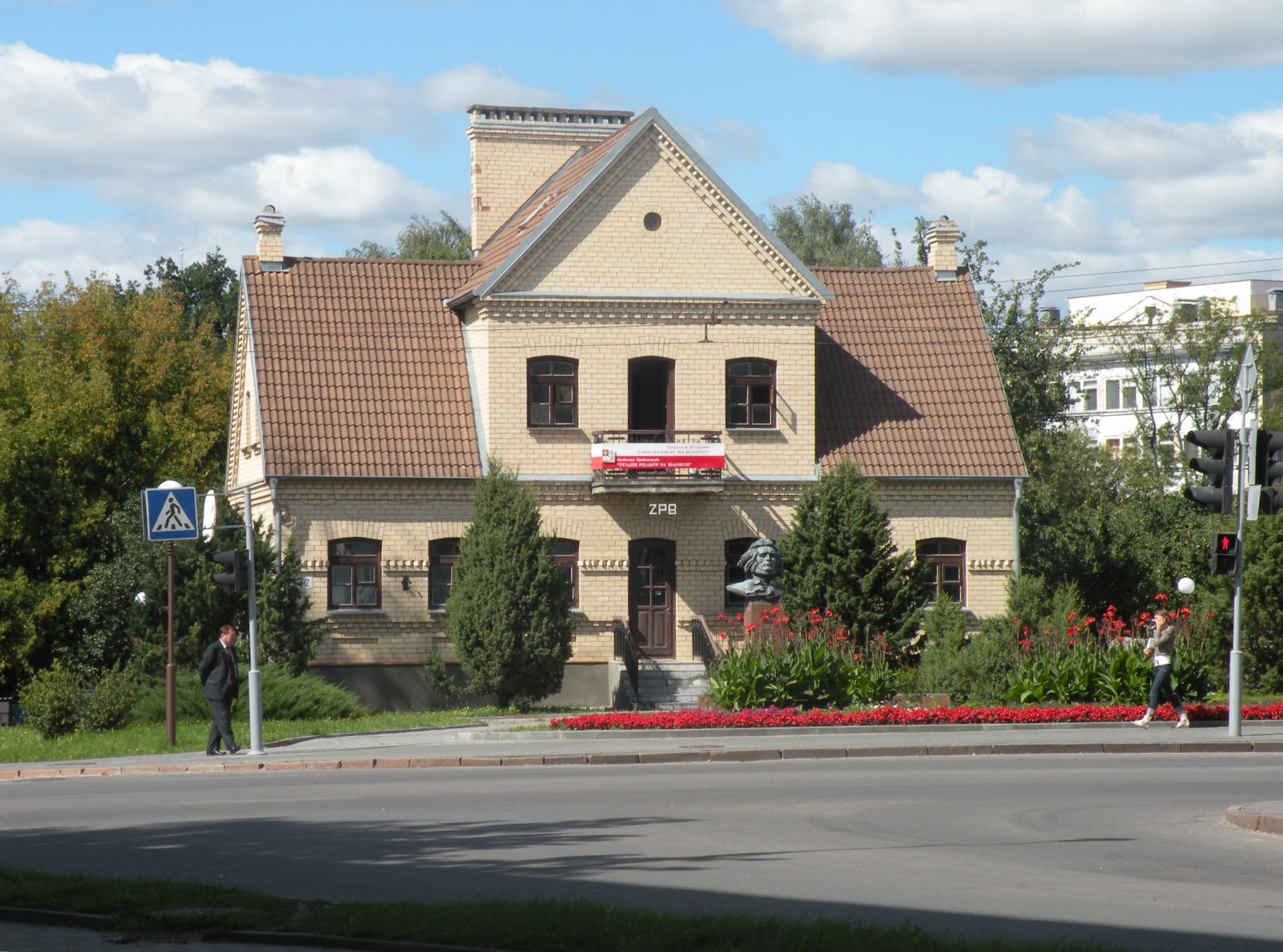
Офис организации в Гродно

Союз поляков Беларуси (бел. Саюз палякаў Беларусі, иногда — Саюз палякаў на Беларусі, пол. Związek Polaków na Białorusi) — крупнейшая польская национальная организация в Республике Беларусь с центром в городе Минске. Согласно данным Комитета по делам религий и национальностей при Совете Министров Республики Беларусь, Союз поляков имеет 75 зарегистрированных и поставленных на учёт первичных организаций, а также 17 Домов польских.
Руководителем Союза поляков, признаваемого Польшей, является Мечислав Яскевич, руководителем Союза поляков, признаваемого правительством Беларуси — Мечислав Лысый. При этом власти Беларуси заявляют, что пропольского союза поляков не существует (это мотивируется 18 нарушениями при его регистрации), а также говорят о существовании двойных стандартов со стороны Польши в отношении проблемы белорусских поляков.

## История создания организации
Союз поляков Беларуси был образован в 1990 году объединением двух польских культурно-просветительских обществ в Минске и Гродно, действовавших в Беларуси. В сентябре 1993 года под эгидой Союза состоялся I съезд ветеранов Армии Крайовой.
Согласно Уставу и Программе, Союзом поляков последовательно отстаиваются интересы второго по численности этнического меньшинства в Беларуси, создаются центры изучения польской культуры и польского языка (Дома польские), поддерживаются культурные, религиозные связи с самой Польшей, создана Польская демократическая партия.

## Руководство организации
Одним из сооснователей и первым председателем Союза поляков Беларуси с 1990 по 2000 гг. был Тадеуш Гавин, подполковник пограничной службы. За десять лет председательства в тесном сотрудничестве и совместно с председателями областных отделов СПБ, организация добилась значительных успехов в культурно-просветительской деятельности, придании  имиджа и заметной национальной организации в республике. После раскола Союза в 2005 году Гавин занял сторону Борис и остался в качестве члена не признанного властями Союза поляков Беларуси.
В 2000 году пост председателя Союза занял Тадеуш Кручковский. Главным пунктом своей деятельности он назвал отказ от поддержки каких-либо демократических движений Беларуси, и за время его председательства Союз поляков действительно прекратил все контакты с оппозиционными партиями. Такую нейтральность Союза польская сторона расценила как лояльность белорусским властям и неоднократно отказывала Кручковскому во въезде в Польшу на основании того, что он представляет угрозу для национальной безопасности страны. Минск назвал это «расплатой» Кручковского за «взвешенный подход к властям Беларуси» и избирательной политикой Польши, которая делит для себя «белорусских поляков на угодных и неугодных».
Председателем непризнанного белорусскими властями Союза поляков с 2005 по 2010 годы являлась Анжелика Борис. Борис не скрывает своего негативного отношения к политической ситуации в современной Беларуси, за что рассматривается официальными властями как «польская националистка, сотрудничающая с национально настроенными белорусскими партиями, допускающая финансовые нарушения». Свою поддержку Борис и её деятельности на посту председателя национального Союза поляков не раз выражало Министерство иностранных дел Польши, президент Л. Качиньский и премьер Д. Туск.
В 2009 г. Борис была переизбрана. Кроме неё, на пост председателя Союза поляков претендовал глава гродненской организации объединения Мечислав Яскевич. За Борис проголосовали 148 делегатов, за Яскевича — 15.
В июне 2010 г. Борис объявила об отставке, на её место была избрана Анжелика Орехво. 18 ноября 2012 года новым председателем был избран Мечислав Яцкевич.

## Взаимодействие с властями
Активная и успешная политика Союза по поддержке польского языка и культуры, а также ряд планов и программ, в частности, — строительство нескольких польских школ в городе Новогрудок, символичном тем, что является родиной национального поэта Адама Мицкевича, стало причиной недовольства белорусских властей. Уже в 1999 году Комитет по делам религий и национальностей порекомендовал Министерству юстиции воздержаться от перерегистрации Союза Поляков Беларуси, обвинив его руководителей в «активном участии в политической деятельности на стороне радикальных оппозиционных сил» . Отмечалось, что «особое внимание, уделяемое учащимся со стороны Союза Поляков Беларуси, дипломатических представительств Польши, различных польских благотворительных организаций и фондов, католической церкви, постоянные подарки ученикам и их родителям, выезды летом в Польшу и т. п. вызывают у них чувство исключительности и привилегированности, а у их сверстников, обучающихся на государственных языках, − представление о престижности польского образования и всего польского». Белорусская сторона обвинила Польшу в манипулировании значительной численностью этнического польского населения для распространения своего влияния на внутриполитическое развитие страны, Варшава же — в притеснении польского национального меньшинства в Беларуси.
До уровня дипломатического конфликта между Минском и Варшавой очередной кризис во взаимоотношениях Союза поляков и белорусских властей поднялся в 2005 году. Тогда, в марте 2005 года на учредительном собрании Союза председателем организации была избрана Анжелика Борис. Министерство юстиции Беларуси отказалось утвердить итоги съезда Союза, избравшего своей главой, как оно посчитало, «пропольски» настроенного деятеля, и в августе провело альтернативный съезд движения, на котором присутствовали помимо собственно делегатов и представители власти. По информации правозащитников, выборы нового председателя Союза поляков проходили в обстановке постоянного давления со стороны властей, вплоть до угроз увольнений, арестов, открытия уголовных дел и проч. В таких условиях новым председателем Союза поляков Беларуси был избран 69-летний Юзеф Лучник, известный своей симпатией к политическому курсу, проводимому президентом А. Г. Лукашенко.
В результате почти силового смещения «пропольского», с точки зрения официального Минска, руководства организации во главе с Анжеликой Борис, и выделения группы делегатов, не довольных назначением властей на должность руководителя Станислава Семашко, Союз поляков Беларуси как таковой сегодня оказался фактически вне закона, а легитимным остаётся лишь проправительственный Белорусский союз поляков, к слову, не признанный Польшей. Конфликт вокруг Союза и его руководства крайне негативно сказался на белорусско-польских отношениях, продолжившихся обменом взаимных обвинений и высылкой дипломатов. Так, в ответ на попытки Минска поставить во главе Союза лояльного себе лидера, польская сторона демонстративно отказалась вести диалог с белорусскими властями: А. Квасьневский обещал пропустить саммит государств Балтийско-Черноморского региона в Ялте в случае прибытия туда белорусского президента. Как следствие, организаторы саммита аннулировали приглашение, направленное А. Г. Лукашенко, и саммит прошёл без его участия.
Важнейшим вопросом для двух Союзов остаётся спор вокруг прав собственности на те 17 Домов польских, которые теперь де-юре являются собственностью зарегистрированного, признаваемого Союза, а де-факто были приобретены и отремонтированы на деньги польского государства ещё в 1990-х гг. Сегодня, из 14 Домов польских, контролируемых официальным Союзом, работают только два — в Лиде (Гродненская область) и Могилеве, остальные 12 закрыты. Незарегистрированному Союзу остались два Дома польских, в Барановичах Брестской области и Борисове Минской области.
Последний скандал января 2010 года как раз был связан со спором за право собственности на Дом польский в посёлке Ивенец Минской области. Как и в прошлый раз, организационный конфликт вылился в аресты самых активных участников неофициального Союза, вмешательство польского дипломатического ведомства: отзыв посла Польши в Беларуси Хенрика Литвина, обмен дипломатическими нотами, заявления о необходимости рассмотреть ситуацию на уровне международных структур, призывы польской оппозиции запретить белорусским чиновникам въезд в ЕС, наложить на Беларусь торговое эмбарго и проч.
В марте 2021 года глава Союза Анжелика Борис и ещё несколько активистов Союза поляков были задержаны, за этим последовали уголовные дела о разжигании ненависти. Спустя год Борис перевели под домашний арест, а в апреле 2023 года дело закрыли за отсутствием состава преступления. Другого задержанного в 2021 году, журналиста Анджея Почобута, в феврале 2023 года приговорили к 8 годам колонии усиленного режима.
30 декабря 2021 года суд Ленинского района Гродно признал экстремистским материалом сайт Союза поляков. Весной 2024 года КГБ объявил сайт, который на тот момент уже перестал быть порталом Союза поляков Беларуси, «экстремистским формированием».

## Аргументы сторон
Ситуация вокруг Союза поляков Беларуси, какой её видит Варшава, а её доводы — это притеснение национального меньшинства и крупнейшей оппозиционной силы, — примечательна тем, что разворачивается на фоне начавшегося сближения Беларуси и Европейского союза, юридически облечённого в рамки программы «Восточное партнёрство». Польская сторона, которая когда-то сама выступила главным инициатором программы, в ходе последнего столкновения Союза и официального Минска не раз говорила, что действия белорусских властей могут привести к если не исключению страны из «Восточного партнёрства», то однозначно к введению жёстких политических и экономических санкций. Так, в частности, министр иностранных дел Польши Радослав Сикорский заявил, что «уважать права национальных меньшинств, права оппозиции — это основное условие сближения с Евросоюзом».
В этом отношении Польшу активно поддерживает Евросоюз. В самый разгар конфликта пресс-секретарь верховного представителя ЕС по внешней политике Кэтрин Эштон, Лутц Гюльнер, отметил, что «ситуация с польским меньшинством влияет на отношения Беларуси и Европейского союза, поскольку действия белорусских властей идут вразрез с основными ценностями объединённой Европы», что, в конечном счёте, при отсутствии подвижек и уступок со стороны официального руководства, может привести к сокращению контактов между Минском и Брюсселем, то есть — к его очередной изоляции. Глава Европарламента Ежи Бузек оценил происходящие события вообще как «репрессии» неофициального Союза поляков, а также и других независимых неправительственных организаций, числящихся «оппозиционными».
Что касается реакции белорусских властей, то официальный Минск в течение всех пяти лет, что длится конфликт, обвиняет польскую сторону во вмешательстве во внутренние дела Беларуси, шпионаже, попытках присвоить себе право говорить от имени всех белорусских граждан, идентифицирующих себя как поляков. Белорусские власти упорно продолжают воспринимать проблему Союза как искусственный предлог, используемый Польшей для оказания прямого давления на Беларусь. Подозрения Минска особенно усилились после введения так называемой «карты поляка», представляющей собой своеобразное этническое удостоверение о принадлежности гражданина другой страны к польскому народу и действующей во всех странах постсоветского пространства. Опасения белорусских властей во многом вызваны тем, что и деятельность Союза поляков Беларуси, и сама «карта поляка» способны охватить помимо собственно белорусских поляков большие массы непосредственно белорусского населения с размытым национальным сознанием (чему способствует и отсутствие как таковой графы «национальность» в паспорте гражданина Беларуси).